# Kołki (gmina w województwie wołyńskim)
Kołki – dawna gmina wiejska istniejąca do 1939 roku w woj. wołyńskim (obecnie na Ukrainie). Siedzibą gminy były Kołki.
W okresie międzywojennym gmina Kołki należała do powiatu łuckiego w woj. wołyńskim. Według stanu z dnia 4 stycznia 1936 roku gmina składała się z 34 gromad. Po wojnie obszar gminy Kołki wszedł w struktury administracyjne Związku Radzieckiego.